# Hector Ruiz
Hector Ruiz, né en 1976, est un poète québécois. Il enseigne la littérature au Collège Montmorency.

## Biographie
Hector Ruiz est né en 1976 au Guatemala. Il détient une maitrise en création littéraire de l'Université du Québec à Montréal.
En 2008, il publie le recueil de poésie Qui s'installe? aux Éditions du Noroît. Il y publie ses prochains recueils de poésie, Gestes domestiques, en 2011, Désert et renard du désert, en 2015 et Racines et fictions en 2019. En 2018 il dirige un ouvrage collectif, Délier les lieux, aux Éditions Triptyque. En 2019, il  publie Taverne nationale avec Dominic Marcil, encore chez les Éditions Triptyque, un hybride de genres entre la poésie, la correspondance et la chronique historique « C’est sur une correspondance (unilatérale) avec Johnny, touchant pilier de l’endroit («Pendant sept ans, mon lunch ç’a été des May West»), que s’appuie la charpente de ce livre-taverne »,. Il a aussi signé de nombreux textes dans Exit, Estuaire, Lettres Québécoises, Moebius et XYZ, la revue de la nouvelle. Quelques-uns de ses textes ont été traduits en anglais dans New American Writing et Arc Poetry Magazine.

## Œuvres

### Poésie
- Qui s'installe?, Montréal, Éditions du Noroît, 2008, 86 p.  (ISBN 978-2-89018-616-3)
- Gestes domestiques, Montréal, Éditions du Noroît, 2011, 77 p.  (ISBN 978-2-89018-733-7)
- Désert et renard du désert, Montréal, Éditions du Noroît, 2015, 59 p.  (ISBN 9782890189829)
- Racines et fictions, Montréal, Éditions du Noroît, 2019, 66 p.  (ISBN 9782897662097)
- avec Dominic Marcil, Taverne nationale, Montréal, Éditions Triptyque, 2019, 142 p.  (ISBN 9782898010712)
- Appartenir, Montréal, Éditions du Noroît, 2023, 160 p.

### Essais
- avec Dominic Marcil, Lire la rue, marcher le poème, Montréal, Éditions du Noroît, coll « Chemins de traverse » , 2016, 107 p.  (ISBN 9782897660192)

### Ouvrages collectifs
- Délier les lieux, Montréal, Éditions Triptyque, 2018, 102 p.  (ISBN 9782897419820)

## Prix et honneurs
- 2009 - Finaliste au Prix des lecteurs du 10e Marché de la Poésie pour Qui s'installe?[9]
- 2009 - Finaliste au Prix du premier recueil de poèmes de la Fondation Antoine et Marie-Hélène Labbé pour la Poésie en France Qui s'installe? [5]
- 2011 - Prix d’innovation en enseignement de la poésie du Festival international de la poésie de Trois-Rivières (avec Dominic Marcil)[4]
- 2015 - Mention d’honneur de la part de l’Association québécoise de pédagogie collégiale[8]
- 2025 - Finaliste au Prix des libraires du Québec de 2025, volet poésie, pour Appartenir[10]